# Menhir d’Ozo

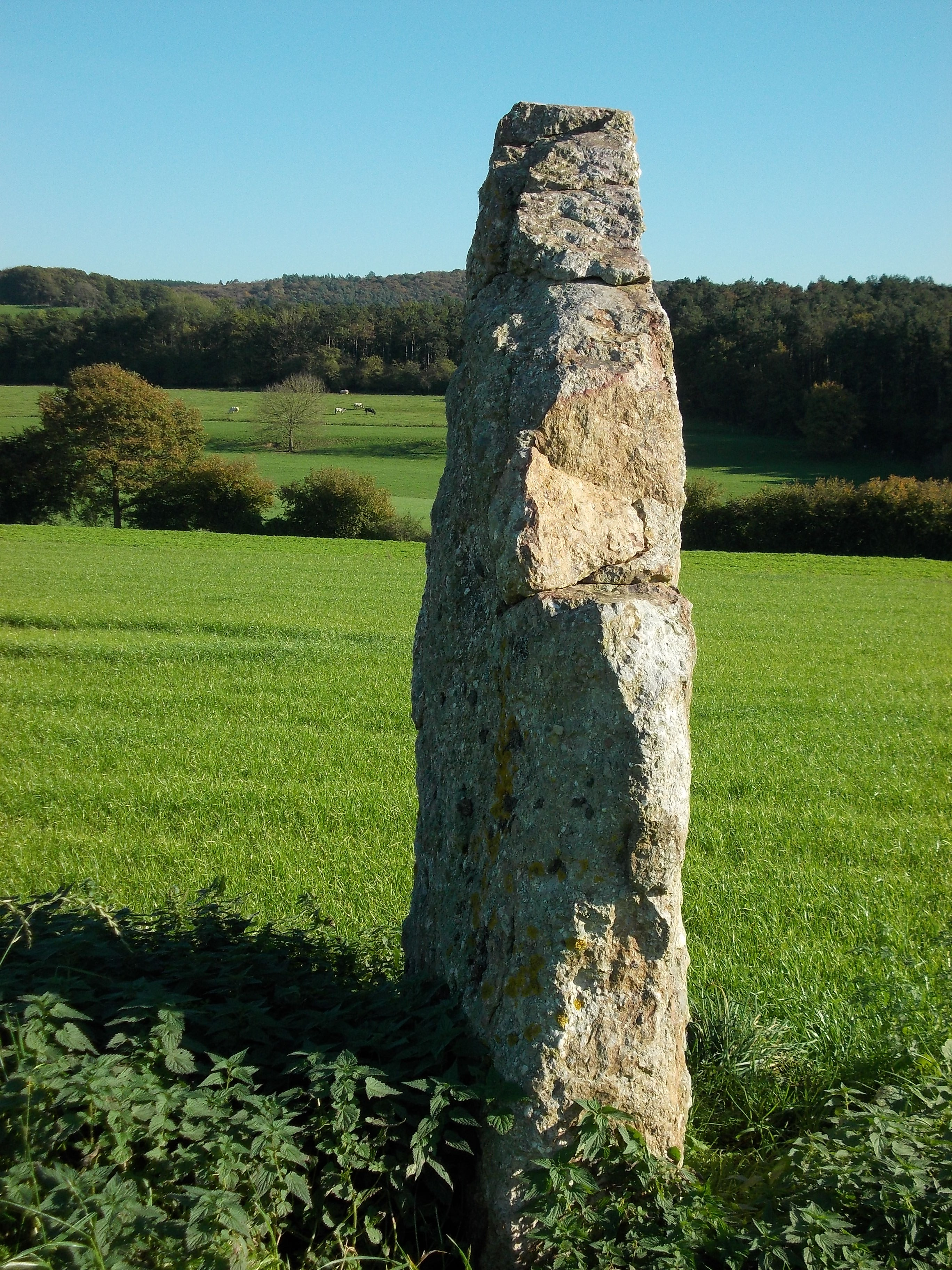
Menhir d’Ozo

Der Menhir d’Ozo oder Menhir von Ozo steht in der Mitte eines Feldes in Durbuy, im Norden der Provinz Luxemburg in Belgien.
Der Menhir steht etwa 1,0 km nordöstlich des Dorfes Ozo, auf der Nordseite des Tals, in dem auch die Megalithanlagen bei Wéris liegen. Er markiert die nördliche Grenze des Megalithgebietes von Wéris.
Der etwa 3,4 m hohe, 2,2 m breite und 0,7 m dicke, schlanke Menhir wiegt etwa 6,5 Tonnen. Im Jahre 1942 versuchte der Bauer, auf dessen Land der Stein steht, den Menhir aus Puddingstein zu sprengen. Dies hat die Spitze des Menhirs beschädigt. 1999 wurde der Stein als Menhir anerkannt, ausgegraben, repariert und an seinen ursprünglichen Platz versetzt.